# Chicago Blues (альбом Джонні Янга)
Chicago Blues — студійний альбом американського блюзових музикантів Джонні Янга і Біг Волтера, випущений у 1968 році лейблом Arhoolie.

## Опис
Цей спільний альбом був записаний 27 листопада 1967 року в Чикаго на студії Stereosonic Studios, а його співпродюсером Кріса Штрахвіца виступив Віллі Діксон. Склад гурту, що акомпанує змінився: він став більш агресивним і більш сучасним. Незважаючи на те, що в назві альбому був заявлений дует Джонні Янга і Волтера Гортона, не меншу роль в альбомі зіграли гітарист Джиммі Докінс і піаніст Лафаєтт Лік. Як представник молодшого покоління Докінс (нар. 1936 р.) грав більш швидкісний і технічно вивірений блюз, за що і отримав прізвисько «Швидкі пальці», а його дебютний альбом 1969 року був визнаний у Франції джазовим альбомом року. Лік був одним із знакових піаністів чиказького блюзу і рок-н-ролу, він грав з великою кількістю музикантів від Хауліна Вульфа до Чака Беррі.
Окрім авторського матеріалу Янга, в альбом увійшов инструментал Гортона «Walter's Boogie»; пісні «On the Road Again» і «Stockyard Blues» були спрямовані на відтворення класичних творів повоєнного блюзу і були засновані на композиціях Флойда Джонса. «On the Road Again», наприклад, дуже схожа на одну з основних тем Янга, яка зустрічається в таких його раніше записаних піснях як «Back to Chicago», «Back to California» та «Hear This Whistle Blow».
У 1990 році частково перевиданий на CD разом з іншим альбомом Johnny Young and his Chicago Blues Band (1966).

## Список композицій
1. «Strange Girl» (Джонні Янг) — 3:39
2. «Ring Around My Heart» (Джонні Янг) — 4:50
3. «Sometimes I Cry» (Джонні Янг) — 2:52
4. «Don't You Lie to Me» (Джонні Янг) — 3:44
5. «On the Road Again» (Флойд Джонс, Джонні Янг) — 4:55
6. «Drinking Straight Whiskey» (Джонні Янг) — 3:35
7. «Waiter's Boogie» (Волтер Гортон) — 3:42
8. «Stockyard Blues» (Флойд Джонс, Джонні Янг) — 3:25
9. «Sleeping With the Devil» (Джонні Янг) — 3:44
10. «Fumbling Around» (Джонні Янг) — 3:44

## Учасники запису
- Джонні Янг — вокал, гітара
- Волтер Гортон — губна гармоніка
- Джиммі Докінс — соло-гітара
- Лафаєтт Лік — фортепіано
- Ернест Гейтвуд — бас-гітара
- Лестер Дорсі — ударні

Технічний персонал
- Кріс Штрахвіц — продюсер, запис, фотографія [обкладинки]
- Віллі Діксон — продюсер
- Вейн Поуп — дизайн
- Піт Велдінг — текст (квітень 1968)